# Kantatie 92
La Kantatie 92 (in svedese Stamväg 92) è una strada principale finlandese. Ha inizio a Inari e si dirige verso ovest, verso il confine norvegese, dove si conclude dopo 66 km nei pressi del Confine di Stato Karigasniemi.

## Percorso
La Kantatie 92 attraversa i soli comune di Inari e Utsjoki

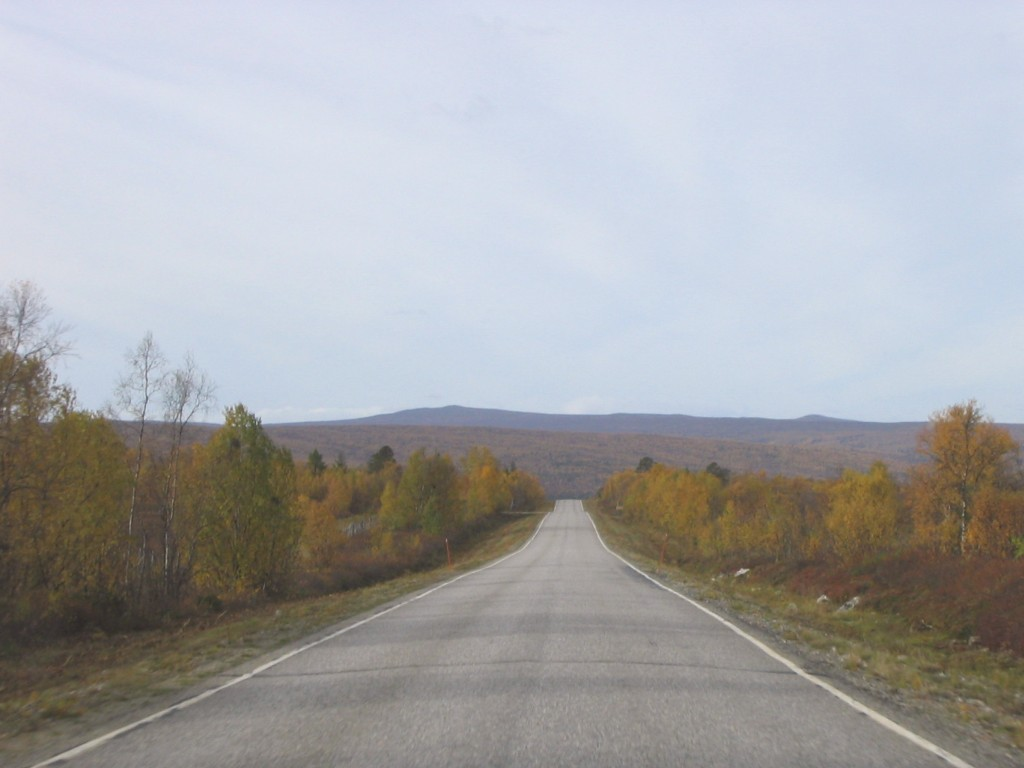
La Kantatie 92